# Berberys Julianny
Berberys Julianny (Berberis julianae) – gatunek zimozielonego krzewu z rodziny berberysowatych. Pochodzi z Azji (ojczyzną są środkowe Chiny).

## Morfologia
PokrójDorasta do 2,5 m wysokości (w klimacie środkowoeuropejskim do 1,5 m wysokości) i 1,2 m szerokości.
KwiatySą żółte zebrane w groniaste kwiatostany. Kwitnie od maja do czerwca.
LiściePojedyncze 6 cm wąsko eliptyczne i piłkowane na brzegach, ciernie trójdzielne.
OwoceJagody, wydłużone, o długości do około 8 mm, barwy ciemnogranatowej, pokryte sinawym nalotem woskowym.

## Zastosowanie i uprawa
Gatunek sadzony jako roślina ozdobna. Odporny na zanieczyszczenia powietrza i mrozy (najbardziej odporny na mróz pośród zimozielonych gatunków berberysów, strefa mrozoodporności 6b), dobrze regeneruje. Rośnie najlepiej na stanowiskach słonecznych lub półcienistych i odsłoniętych od wiatru. Wymaga żyznych gleb, dostatecznie wilgotnych i przepuszczalnych (źle  rośnie na glebach ciężkich i zimnych).